# Westlicher Taubergrund
Das FFH-Gebiet Westlicher Taubergrund ist ein 2005 vom Regierungspräsidium Stuttgart nach der Richtlinie 92/43/EWG (Fauna-Flora-Habitat-Richtlinie) angemeldetes Schutzgebiet (Schutzgebietskennung DE-6523-341) im Main-Tauber-Kreis und im Hohenlohekreis in Baden-Württemberg. Das FFH-Gebiet ist Bestandteil des europäischen Schutzgebietsnetzes Natura 2000. Mit Verordnung des Regierungspräsidiums Stuttgart zur Festlegung der Gebiete von gemeinschaftlicher Bedeutung vom 30. Oktober 2018 (in Kraft getreten am 11. Januar 2019), wurde das Schutzgebiet ausgewiesen.

## Beschreibung
Das FFH-Gebiet umfasst das Taubertal bei Bad Mergentheim und die Seitentäler mit zum Teil naturnahen Fließgewässern und reichstrukturierten trockenen Hängen, Kalk-Magerrasen mit herausragendem Arteninventar, randlich großflächige, artenreiche Buchen- und Eichen-Hainbuchen-Wälder.

## Schutzzweck
Folgende Lebensraumtypen nach Anhang I der FFH-Richtlinie kommen im Gebiet vor:
- Kalk-(Halb-)Trockenrasen und ihre Verbuschungsstadien (* orchideenreiche Bestände)
- Feuchte Hochstaudenfluren
- Magere Flachland-Mähwiesen
- Kalkfelsen mit Felsspaltenvegetation
- Schlucht- und Hangmischwälder
- Erlen-Eschen- und Weichholzauenwälder
- Labkraut-Eichen-Hainbuchenwälder
- Sternmieren-Eichen-Hainbuchenwälder
- Hainsimsen-Buchenwälder
- Waldmeister-Buchenwälder
- Orchideen-Kalk-Buchenwälder
- Wacholderbestände auf Zwergstrauchheiden oder Kalkrasen
- Basenreiche oder Kalk-Pionierrasen
- Fließgewässer mit flutender Wasservegetation